# ياسمين ابشير ارسام
ياسمين أبشير أرسام (تاريخ الميلاد 5 مايو، 1976) هي عارضة كندية وناشطة من أصول صومالية. فازت بلقب «أكثر الكنديات جاذبية» عام 2004 في تصويت لمجلة الموضة (فاشون).
ولدت ياسمين في العاصمة الصومالية مقديشو ثم انتقلت مع عائلتها الي كندا حيث أكملت دراستها الجامعية ونالت درجة البكالوريوس في علم النفس، بدأت مشوارها مع عرض الأزياء في كندا عندما كان عمرها 20 عاما لكنها لم تلقَ نجاحاً كبيراً بسبب مظهرها اللائق جداً.
عادت وظهرت في مجلة مجلة فوغ الإيطالية بعدما حققت نجاحها في عاصمة الفرنسية باريس ومن بعدها استطاعت عارضة الأزياء الصومالية اثبت نفسها مجددا وظهرت في عديد من مجلات العالمية المتنوعة وتعاقدت مع العديد من الوكالات العرض الأزياء العالمية اهمهم الأمريكية وظهرت على غلاف مجلات مجلة فوغ الإيطالية ومجلة Elle البريطانية وغيرها من المجلات العالمية، وروجت لأزياء مصممين كبار أمثال كريستيان ديورو جان بول غوتييه كذلك شاركت في العديد من الحملات الدعائية، كما اختيرت في عام 2004 أكثر الكنديات جاذبية.

## بدايتها
ولدت ياسمين كمسلمة في مقديشو بالصومال في عام 1976. عندما كانت تبلغ من العمر 15 سنة، انتقلت مع عائلتها من الصومال إلى تورونتو، أوناتريو بكندا. درست فيما بعد علم النفس والعلوم الاجتماعية بكلية سينيكا. أكتشف كل من سيندى لاشابيل وكاميل بيلى، وهم متخصصون في عرض الأزياء من شركة شوك مودلز (SHOK Models) في تورونتو، ياسمين في عام 1977 خلال رحلتها على متن مترو الأنفاق (TTC Subway Train). لدهشتهم، لم تعاود ياسمين الاتصال بهم فورًا. بعد بضعة أسابيع، لحق الرجلان بياسمين بينما كانت تمشى في شارع كوين (Queen Street) شرق شارع سبادينا (Spadina Avenue) ليقنعوها بالقدوم معهم لمكتب الشركة للتحدث عن العمل. نتج عن هذه المقابل توقيع عقد لشركة شوك (SHOK) كالوكالة الأم لياسمين. أعدت الشركة أول اختبار لها مع مصور من تورونتو يدعى كريس البيرت. بدأت ياسمين بعد مدة قصيرة أول مهمة لها في عرض الأزياء مع صالون فيوريو (Fiorio Salon) لصالح عرض جمال الشعر السنوى لجمعية حلفاء الجمال. أدت ياسمين العرض بينما كانت في الثلث الأول من أشهر حملها. باحت ياسمين بحملها للشركة وطلبت أن تترك العمل حتى تكون متفرغة للأمومة ومسئولياتها. عادت ياسمين لعرض الأزياء مع شركة فورد مودلز (Ford Models) في تورونتو مرة أخرى في عام 2000. كانت ياسمين في أوائل العشرينات وفي شهرها الخامس من حملها لابنها حمزة عندما قبلت العرض. بالرغم من عملها كعارضة أزياء لمدة سنتين في كندا، ظهرت ياسمين بمظهر العارضة الراقية بالنسبة للعامة؛ مما جعل العمل لها نادرًا. لذا، في صيف عام 2002، توجهت ياسمين إلى باريس. وقع حدث مؤثر في حياتها في وقت لاحق من هذه السنة، بعد انتقالها للعمل في شركة نيكست مودلز (Next Models) في كندا، عندما التقط المصور ستيفن ميزيل صورة لها مع الفوج الإيطالى وبعد ذلك انتشرت صورتها على غلاف مجلة لاش (Lush Magazine). أخيرا، في ديسمبر 2011، برزت كعارضة اغلاف ل (YYZ) وبعد ذلك لافتتاحية عرض فلار (Flare).

## الحياة المهنية
عملت ياسمين لعدة وكالات، منها: شوك مودلز (SHOK Models) وهي الشركة المكتشفة لياسمين، نيكست (Next) في تورونتو/ مونتريال/ باريس/ لندن، وهي الوكالة الأم لها، أى أم جى مودلز (IMG Models) في نيويورك، فيو بارشيلونا (View Barcelona) وتونى جونز أمستردام (Tony Jones Amsterdam). برزت على غلاف مجلة فوج (Vogue) الإيطالية وفوج الأمريكية. بالإضافة إلى ذلك، ظهرت ياسمين في حملات إعلانية ضخمة لصالح Valentino couture ،Dolce & Gabbana ،Escada ،Hermès ،Shiseido ،Chanel ،GAP وH&M.
في 2007، أصبحت ياسمين حكما في الدورة الثانية لبرنامج التلفاز الواقعى الكندى Canada's Next Top Model.

## الحياة الشخصية
كانت ياسمين - ومازالت بين الحين والأخر- متطوعة لدى اتحاد الشباب الصومالى Somali Youth Coalition في كندا. تعيش ياسمين حاليا في نيويورك وتورونتو وتعمل لدى أي أم جى مودلز (IMG Models).

## الأعمال
- 2021 : زوجة حفار القبور للمخرج الصومالي خضر عيدروس أحمد

## روابط خارجية
- ياسمين ابشير ارسام على موقع IMDb (الإنجليزية)
- ياسمين ابشير ارسام على موقع دليل عارضات الأزياء (الإنجليزية)